# Madsen (Familienname)
Madsen ist ein dänischer Familienname.

## Herkunft und Bedeutung
Madsen ist ein Patronym und bedeutet Sohn des Mads.

## Namensträger

### A
- Aage Madsen (1883–1937), dänischer Tennisspieler
- Aksel Madsen (1899–1988), dänischer Marathonläufer
- Alan Madsen (* 1978), dänischer Basketballspieler
- Amanda Madsen (* 1994), dänische Badmintonspielerin
- Andreas Madsen (* 1997), dänischer Poolbillardspieler
- Andreas Peter Madsen (1822–1911), dänischer Offizier und Maler
- Angela Madsen (1960–2020), US-amerikanische paralympische Sportlerin und Abenteurerin
- Anna Thea Madsen (* 1994), dänische Badmintonspielerin

### B
- Berent Madsen (1845–1865), norwegischer Landschaftsmaler
- Bjarne Madsen (* 1964), dänischer Eishockeyspieler
- Bonny Madsen (* 1967), dänische Fußballspielerin
- Bror Madsen (* 1982), grönländischer Badmintonspieler

### C
- Camilla Madsen (* 1993), dänische Handballspielerin
- Carl Madsen (Schiedsrichter) (1949–2021), US-amerikanischer NFL-Schiedsrichter
- Charlotte Madsen (* um 1969), dänische Badmintonspielerin
- Charlotte Sahl-Madsen (* 1964), dänische Politikerin (Konservative Volkspartei)
- Christen Madsen (1776–1829), dänischer Laienprediger
- Christian Madsen (Politiker) (1791–1848), dänischer Gutsbesitzer und Politiker
- Christian Madsen (Schauspieler) (* 1990), US-amerikanischer Schauspieler
- Christian Ludvig Madsen (1827–1899), dänischer Ingenieur
- Christian Rabjerg Madsen (* 1986), dänischer Politiker (Socialdemokraterne), Minister für Wohnen und Inneres
- Claus Ruhe Madsen (* 1972), dänisch-deutscher Unternehmer und Politiker

### E
- Egon Madsen (* 1942), dänischer Balletttänzer
- Emil Wernsdorf Madsen (* 2001), dänischer Handballspieler
- Emma Madsen (* 1988), dänische Fußballspielerin
- Erik Madsen (* 1975), norwegischer Schauspieler
- Erik Høst-Madsen (1882–1974), dänischer Apotheker

### F
- Frederik Madsen (* 1998), dänischer Radrennfahrer
- Frederik Albert Madsen (1894–nach 1956), dänischer Verwaltungsjurist und Landsfoged von Grönland

### G
- Gunnar Madsen, US-amerikanischer Komponist und Singer-Songwriter

### H
- Hans Meulengracht-Madsen (1885–1966), dänischer Segler
- Harald Madsen (1890–1949), dänischer Schauspieler
- Holger-Madsen (1878–1943), dänischer Schauspieler, Filmregisseur und Drehbuchautor

### I
- Ib Madsen (* 1942), dänischer Mathematiker
- Ida Østergård Madsen, dänische Popsängerin

### J
- Janne Madsen (* 1978), dänische Fußballspielerin
- Jeff Madsen (* 1985), US-amerikanischer Pokerspieler
- Jens-Erik Madsen (* 1981), dänischer Radrennfahrer
- Jesper Madsen, dänischer Handballschiedsrichter
- Jesper Lund Madsen (* 1974), dänischer Comiczeichner
- Jessica Madsen (* 1992), britische Schauspielerin
- Jimmi Madsen (* 1969), dänischer Radrennfahrer

### K
- Karl Madsen (1855–1938), dänischer Maler, Kunsthistoriker und Museumsdirektor
- Katrine Madsen (* 1972), dänische Jazzmusikerin
- Kim Madsen (* 1978), dänischer Fußballspieler
- Kim Madsen (Fußballspieler, 1989) (* 1989), norwegischer Fußballspieler
- Kristian Madsen (1893–1988), dänischer Turner
- Kristiane Rør Madsen (* 2002), dänische Skirennläuferin

### L
- Lars Jørgen Madsen (1871–1925), dänischer Sportschütze
- Lars Møller Madsen (* 1981), dänischer Handballspieler
- Lene Madsen (* 1973), dänische Fußballspielerin

### M
- Mads Anton Madsen (1880–1968), dänischer Kameramann
- Mads Emil Madsen (* 1998), dänischer Fußballspieler
- Magnus Høj Madsen (* 2003), dänischer Basketballspieler
- Maria Madsen (1900–1974), dänische Krankenschwester, Pflegepädagogin und -funktionärin
- Maria Madlen Madsen (1905–1990), deutsche Sängerin (Sopran) und Schauspielerin
- Mark Overgaard Madsen (* 1984), dänischer Ringer
- Martin Toft Madsen (* 1985), dänischer Radrennfahrer
- Matthew Madsen (* 1991), neuseeländischer Gewichtheber
- Mette Madsen (1924–2015), dänische Politikerin und Autorin
- Michael Madsen (1957–2025), US-amerikanischer Schauspieler
- Michael Madsen (Boxer) (* 1958), dänischer Boxer
- Michael Madsen (Fußballspieler, 1963), (* 1963) dänischer Fußballspieler
- Michael Madsen (Filmregisseur) (* 1971), dänischer Filmregisseur
- Michael Madsen (Fußballspieler, März 1972), (* 1972) dänischer Fußballspieler
- Michael Madsen (Fußballspieler, Mai 1972), (* 1972) dänischer Fußballspieler
- Michael Madsen (Fußballspieler, 1973), (* 1973) dänischer Fußballspieler
- Michael Madsen (Fußballspieler, 1974), (* 1974) dänischer Fußballspieler
- Michael Madsen (Eishockeyspieler) (* 1980), dänischer Eishockeytorwart
- Michael Madsen (Fußballspieler, 1981), (* 1981) dänischer Fußballspieler
- Morten Madsen (* 1987), dänischer Eishockeyspieler

### N
- Nicolai Brock-Madsen (* 1993), dänischer Fußballspieler
- Nicolaj Møller-Madsen (* 1993), dänischer Automobilrennfahrer
- Nicolas Madsen (* 2000), dänischer Fußballspieler

### O
- Ole Madsen (1934–2006), dänischer Fußballspieler
- Ole Christian Madsen (* 1966), dänischer Filmregisseur
- Olga Madsen (1947–2011), niederländische Filmschaffende
- Ørjan Madsen (* 1946), norwegischer Schwimmer und Schwimmtrainer

### P
- Peter Madsen (Bischof) (1843–1911), dänischer Bischof
- Peter Madsen (Musiker) (* 1955), US-amerikanischer Jazz-Pianist
- Peter Madsen (Comiczeichner) (* 1958), dänischer Comiczeichner
- Peter Madsen (Konstrukteur) (* 1971), dänischer Konstrukteur von Raumfahrzeugen und U-Booten
- Peter Madsen (Fußballspieler) (* 1978), dänischer Fußballspieler

### R
- René Bach Madsen (* 1985), dänischer Handballspieler und -trainer
- Rikke Marie Madsen (* 1997), dänische Fußballspielerin
- Robert Madsen (1882–1954), dänischer Turner
- Rosa Bjärregård-Madsen (* 1999), finnische Volleyballspielerin

### S
- Søren Madsen (* 1976), dänischer Ruderer
- Svend Madsen (Turner) (1897–1990), dänischer Turner
- Svend Åge Madsen (* 1939), dänischer Schriftsteller

### T
- Tage Madsen (1919–2004), dänischer Badmintonspieler
- Thomas Madsen-Mygdal (1876–1943), dänischer Politiker
- Thorvald Madsen (1870–1957), dänischer Mediziner
- Tom Madsen (* 1973), Gründer von Krav Maga Survival und der German Mixed Martial Arts Federation

### V
- Victor Madsen (1865–1947), dänischer Geologe
- Vigo Meulengracht Madsen (1889–1979), dänischer Turner
- Virginia Madsen (* 1961), US-amerikanische Schauspielerin

### W
- Wilhelm Hermann Oluf Madsen (1844–1917), dänischer Generalmajor, Kriegsminister und Militärtechniker